# Малахово (Великолуцький район)
Малахово (рос. Малахово) — присілок в Великолуцькому районі Псковської області Російської Федерації.
Населення становить 36 осіб. Входить до складу муніципального утворення Личьовська волость.

## Історія
Від 2014 року входить до складу муніципального утворення Личьовська волость.

## Населення
| 2001 | 2002 | 2010 |
| ---- | ---- | ---- |
| 43   | ↘36  | →36  |